# Szergej Georgijevics Gorskov

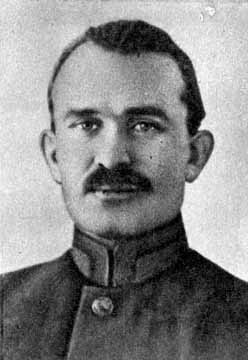
Szergej Gorskov az 1930-as évek elején

Szergej Georgijevics Gorskov (Kamenyec-Podolszkij, 1910. február 26. – Moszkva, 1988. május 13.) orosz nemzetiségű szovjet katonatiszt, 1956–1985 között a Szovjet Haditengerészet parancsnoka volt. A hidegháború idején indított nagyarányú szovjet flottafejlesztés kezdeményezője és irányítója volt, melynek nyomán a Szovjetunió az 1970-es évek végére globális képességekkel rendelkező tengeri haderőre tett szert. Gyakorlati irányító és szervező tevékenysége mellett hadtudományi munkássága is jelentős.
Az Orosz Birodalomhoz tartozó ukrajnai Kamenyec-Podolszkijban (ma: Kamjanec-Pogyilszkij) született. Szülei tanárok voltak. 1912–1926 között Kolomnában élt, ott kezdte iskoláit. 1926-ban kezdte meg tanulmányait a Pétervári Állami Egyetem Matematika–fizika karán. 1927-ben abbahagyta egyetemi tanulmányait és a Frunze Haditengerészeti Főiskolára iratkozott be.

## Művei
- Az állam tengeri hatalma[4] (eredeti kiadás: Morszkaja moscs goszudarsztva, Szovjetunió Védelmi Minisztériumának Katonai Kiadója, 1976)